# Station Choisy-le-Roi
Station Choisy-le-Roi is een spoorwegstation aan de spoorlijn Paris-Austerlitz - Bordeaux-Saint-Jean. Het ligt in de Franse gemeente Choisy-le-Roi in het departement Val-de-Marne (Île-de-France).

## Geschiedenis
Het station is op 20 september 1840 geopend door de Compagnie du chemin de fer de Paris à Orléans, kortweg de PO.

## Diensten
Het station wordt aangedaan door verschillende treinen van de RER C:
- tussen Pontoise en Massy-Palaiseau of Pont-de-Rungis - Aéroport d'Orly. Sommige treinen hebben in plaats van Pontoise Montigny - Beauchamp als eindpunt, in verband met capaciteitsproblemen.;
- tussen Versailles-Château-Rive-Gauche en Juvisy/Versailles-Chantiers via Massy-Palaiseau;
- tussen Saint-Quentin-en-Yvelines en Saint-Martin-d'Étampes;

### Vorige en volgende stations
| Richting                                       | Vorig station                    | Lijn  | Volgend station   | Richting                                                |
| ---------------------------------------------- | -------------------------------- | ----- | ----------------- | ------------------------------------------------------- |
| Pontoise C1 Montigny - Beauchamp C3            | Les Ardoines                     | RER C | Les Saules        | Massy-Palaiseau C2 Pont-de-Rungis - Aéroport d'Orly C12 |
| Versailles-Château-Rive-Gauche C5 (via Parijs) | Bibliothèque François Mitterrand | RER C | Villeneuve-le-Roi | Juvisy C10 Versailles-Chantiers C8 (via Massy)          |
| Saint-Quentin-en-Yvelines C7                   | Bibliothèque François Mitterrand | RER C | Villeneuve-le-Roi | Saint-Martin-d'Étampes C6                               |